# Michael-Burkhard Piorkowsky

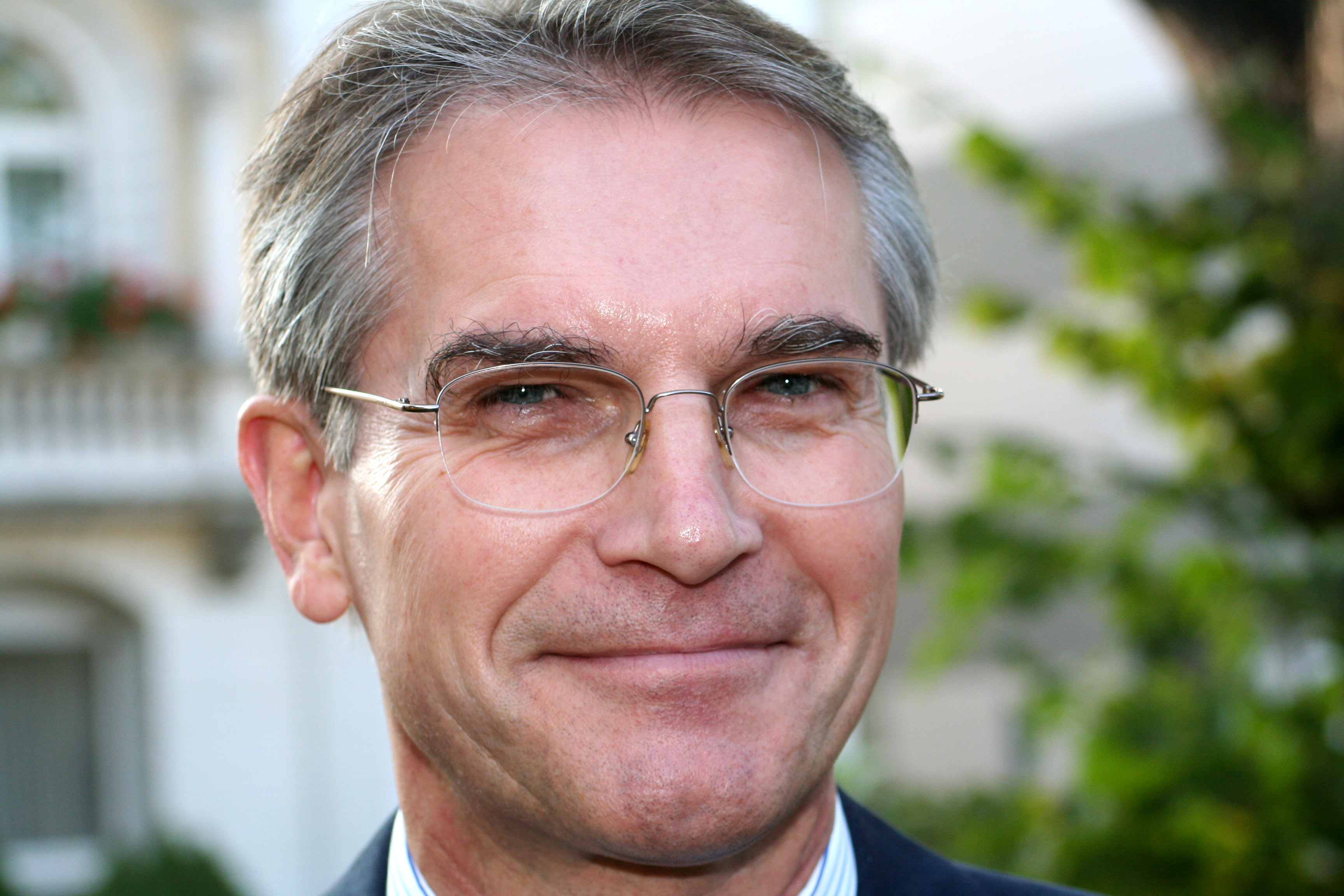
Michael-Burkhard Piorkowsky (2005)

Michael-Burkhard Piorkowsky (* 1947 in Neuruppin) ist ein deutscher Wirtschaftswissenschaftler. In seiner letzten beruflichen Position war er Professor für Haushalts- und Konsumökonomik an der Rheinischen Friedrich-Wilhelms-Universität Bonn.

## Akademische Ausbildung
Michael-Burkhard Piorkowsky studierte ab dem Sommersemester 1968 Betriebs- und Volkswirtschaftslehre sowie Osteuropawirtschaft an der Freien Universität (FU) Berlin und erwarb dort Abschlüsse als Dipl.-Kaufmann, Dipl.-Volkswirt und Dr. rer. pol. Das Aufbaustudium am Osteuropa-Institut der FU Berlin begann er Anfang 1973 mit einem Promotionsstipendium nach dem Graduiertenförderungsgesetz. In dem Dissertationsprojekt analysierte er systemkonträre, marktorientierte Wirtschaftsreformen in zentral geplanten sowjet-sozialistischen Wirtschaftssystemen. Besonders beeinflusst haben ihn seine akademischen Lehrer Walter Endres, Wolfgang Förster und Reinhard Selten.

## Berufliche Positionen
Ende 1973 wurde Piorkowsky Wissenschaftlicher Assistent am Institut für Markt- und Verbrauchsforschung und Betriebswirtschaftliche Vergleiche der FU Berlin und gab dafür das Promotionsstipendium vorzeitig auf. Neben den Aufgaben in Forschung und Lehre war er in der akademischen Selbstverwaltung aktiv, u. a. als Vertreter der Wissenschaftlichen Assistenten in der Ständigen Kommission für Entwicklungsplanung (EPK) des Akademischen Senats der FU Berlin unter dem Präsidenten Rolf Kreibich. Ab 1978 war er in Instituten für Wirtschaftsforschung und Politikberatung tätig, zunächst in der von Julius Hirsch, Leo Engel und Joachim Tiburtius gegründeten Forschungsstelle für den Handel (FfH) Berlin und ab 1981 in dem von Kurt Biedenkopf und Meinhard Miegel gegründeten Institut für Wirtschaft und Gesellschaft (IWG) Bonn. 1982 wurde er Professor für Wirtschaftswissenschaften an der Fachhochschule Hamburg. 1991 erhielt er den Ruf an die Rheinische Friedrich-Wilhelms-Universität Bonn auf die Professur für Wirtschaftslehre des Haushalts, die nach der Neuausrichtung in Professur für Haushalts- und Konsumökonomik umbenannt wurde.

## Forschungsschwerpunkte
Im Mittelpunkt seiner Forschung steht die Analyse des Aufbaus ökonomischer Strukturen, insbesondere die Übergänge von der Mikro- zur Meso- und Makroebene. Als zentrales Ergebnis konnte er darstellen, dass in freiheitlichen Gesellschaften die Privathaushalte und Familien die Basis von Wirtschaft und Gesellschaft bilden. Deren Mitglieder können bei der Gestaltung ihrer Lebenslage durch Bildung und Beratung unterstützt werden, sei es bei der Verringerung von Armutsrisiken, bei der wirtschaftlichen Haushaltsführung oder bei der Gründung von Unternehmen und Vereinigungen. Seine Erkenntnisse hat er in der Wirtschafts-, Wissenschafts- und Politikberatung eingebracht und weiterentwickelt. Er war u. a. Rektoratsbeauftragter für Gründung und Entwicklung von Unternehmen und Wissenschaftlicher Leiter der Koordinations- und Leitstelle für Unternehmensgründung und  -entwicklung (KLUG) an der Universität Bonn, Mitglied des Wissenschaftlichen Gutachtergremiums für den ersten und den zweiten Armuts- und Reichtumsbericht der Bundesregierung, Mitglied des Wissenschaftlichen Beirats für Verbraucher- und Ernährungspolitik beim Bundesministerium für Ernährung, Landwirtschaft und Verbraucherschutz (BMELV), Mitglied des Schufa-Verbraucherbeirats und in den letzten acht Jahren, bis Ende 2022, Vorsitzender des Verbraucherbeirats.

## Fachgesellschaften und Initiativen
Piorkowsky war in Fachgesellschaften aktiv, insbesondere in der Deutschen Gesellschaft für Hauswirtschaft (DGH), davon acht Jahre als Vorsitzender, sowie im Förderkreis Gründungs-Forschung (FGF) und in der Deutschen Gesellschaft für ökonomische Bildung (DeGÖB). In diesen und weiteren Zusammenhängen, wie der UN Dekade „Bildung für nachhaltige Entwicklung“, hat er seine Konzeption der Alltags- und Lebensökonomie (ALÖ) verbreitet und zahlreiche gemeinnützige Initiativen zur Wirtschafts- und Finanzbildung begleitet, darunter die Programme der Stiftung Deutschland im Plus – die Stiftung für private Überschuldungsprävention – und der My Finance Coach Stiftung. Er hat unter dem Motto „Konsumtheorie neu denken!“ 2013 die Gründung der Bamberger Gruppe initiiert und ist Mitherausgeber der daraus hervorgegangenen Schriftenreihe Kritische Verbraucherforschung.

## Publikationen (Auswahl)

### Als Autor
- Sozialistische Warenproduktion und Betriebswirtschaftslehre. Zur Entwicklung der Unternehmen und der Unternehmenstheorie im Sozialismus sowjetischen Typs. Wirtschaftswissenschaftliche Veröffentlichungen des Osteuropa-Instituts an der Freien Universität Berlin, Bd. 38. Duncker und Humblot, Berlin 1980, ISBN 3-428-04556-4.
- Osteuropa, Besonderheiten des Rechnungswesens. In: E. Kosiol, K. Chmielewicz & M. Schweitzer (Hrsg.): Handwörterbuch des Rechnungswesen. Zweite, völlig neu gestaltete Aufl., Pöschel, Stuttgart 1981, ISBN 3-7910-8018-0, Sp. 1255–1266.
- Versorgungsbedingungen und Versorgungszufriedenheit von Verbrauchern bei Gütern des Grundbedarfs. In: Jahrbuch der Absatz- und Verbrauchsforschung, 30. Jg., 1984, H. 3, S. 241–252.
- Die wirtschaftlichen Wirkungen von Kongressen. Ansätze, Methodenprobleme und Ergebnisse regionalwirtschaftlicher Untersuchungen des Kongresstourismus. In: Jahrbuch für Fremdenverkehr, 32. Jg., 1984, S. 76–113.
- RGW und Betriebe. In: W. Wittmann, W. Kern, R. Köhler, H.-U. Küpper & K. v. Wysocki (Hrsg.): Handwörterbuch der Betriebswirtschaft, Teilband 3 mit Gesamtregister. Fünfte, völlig neu gestaltete Aufl., Schäffer-Pöschel, Stuttgart 1993, ISBN 3-7910-8039-3, Sp. 3798–3813.
- Haushalten in einer Welt knapper werdender natürlicher Ressourcen. Thesen zum Problem des Hauhaltens im 20. Jahrhundert und zur Entwicklung einer neuen Haushaltsökonomik. In: I. Richarz (Hrsg.): Haushalten in Geschichte und Gegenwart. Beiträge eines internationalen disziplinübergreifenden Symposions an der Universität Münster vom 6. – 8. Oktober 1993. Vandenhoeck & Ruprecht, Göttingen 1994, ISBN 3-525-13228-X, S. 181–188.
- Haushaltsökonomie. In: T. Kutsch, M.-B. Piorkowsky & M. Schätzke: Einführung in die Haushaltswissenschaft. Haushaltsökonomie, Haushaltssoziologie, Haushaltstechnik. Eugen Ulmer, Stuttgart 1997, ISBN 3-8252-1978-X, S. 13–183.
- Die Evolution von Unternehmen im Haushalts- und Familienkontext. Grundgedanken zu einer Theorie sozioökonomischer Hybridsysteme. In: H. Albach & A. Pinkwart (Schriftleitung): Gründungs- und Überlebenschancen von Familienunternehmen. Zeitschrift für Betriebswirtschaft, 2002, Ergänzungsheft 5, S. 1–19.
- Das Armutsprophylaxeprogramm der deutschen Bundesregierung. Ein Beispiel für den aktivierenden Sozialstaat. In: R. Schauer, R. Purtschert & D. Witt (Hrsg.): Nonprofit-Organisationen und gesellschaftliche Entwicklung: Spannungsfeld zwischen Mission und Ökonomie. 5. Colloquium der NPO-Forscher im deutschsprachigen Raum. Johannes Kepler Universität Linz. 17.–19. April 2002. Eine Dokumentation. Universitätsverlag Rudolf Trauner, Linz 2002, ISBN 3-85487-435-9, S. 219–230.
- Neue Hauswirtschaft für die postmoderne Gesellschaft. Zum Wandel der Ökonomie des Alltags. In: Aus Politik und Zeitgeschichte. Beilage zur Wochenzeitung Das Parlament, B 9/2003, S. 7–13.
- Private Haushaltsproduktion, Haushaltsführungskompetenzen und Armutsprävention: Impulsreferat 1 und Diskussion. In: Bundesministerium für Gesundheit und Soziale Sicherung (Hrsg.): Reichtum und Eliten – Haushaltsproduktion und Armutsprävention. 2. Wissenschaftliches Kolloquium am 8./9.10. 2003. Dokumentation. Lebenslagen in Deutschland. Armuts- und Reichtumsberichterstattung der Bundesregierung. Bundesministerium für Gesundheit und Soziale Sicherung, März 2004, S. 119–173.
- Finanzielle Bildung für die Alltags- und Lebensgestaltung. In: Verbraucherzentrale Bundesverband, Arbeiter Wohlfahrt, Deutscher Caritasverband, Deutsches Rotes Kreuz & Diakonisches Werk (Hrsg.): Schuldenreport 2009. Fakten, Analysen, Perspektiven. Verbraucherzentrale Bundesverband, Berlin 2009, ISBN 978-3-936350-58-6, S. 122–165.
- (Un-)Zufriedenheit mit der kommunalen Infrastruktur. Wie bewerten Seniorinnen und Senioren ihre Lebensbedingungen? In: Zeitschrift für Gerontologie und Geriatrie, 43. Jg., 2010, S. 82–85.
- Alltags- und Lebensökonomie. Erweiterte mikroökonomische Grundlagen für finanzwirtschaftliche und sozioökonomisch-ökologische Basiskompetenzen. V&R Unipress/Bonn University Press, Göttingen 2011, ISBN 978-3-89971-855-3.
- Zunehmende Überschuldung privater Haushalte – Konsequenzen für die ökonomische Grundbildung. In: Verbraucher und Recht, 27. Jg., 2012, S. 383–391.
- Konsum im Fokus der Alltags- und Lebensökonomie. In: C. Fridrich, R. Hübner, K. Kollmann, M.-B. Piorkowsky & N. Tröger (Hrsg.): Abschied vom eindimensionalen Verbraucher. (Einführungsband der Schriftenreihe Kritische Verbraucherforschung) Springer VS, Wiesbaden 2017, ISBN 978-3-658-15056-3, S. 73–112.
- Konsum, I. Wirtschaftswissenschaft. In: Görres-Gesellschaft & Verlag Herder (Hrsg.): Staatslexikon. Recht, Wirtschaft, Gesellschaft. 8., völlig neu bearbeitete Aufl., Dritter Bd., Freiburg im Breisgau 2019, Sp. 1031–1035.
- Ökonomie ist menschlich. Wirtschaft und Wirtschaftslehre neu gedacht. Springer Gabler, Wiesbaden 2020, ISBN 978-3-658-30613-7.
- Hybride ökonomische Akteure und Organisationen. Anomalien, Normalität oder Artefakte – eine Annäherung. Springer Gabler, Wiesbaden 2023, ISBN 978-3-658-40301-0.

### Als Herausgeber
- Mit Karl Kollmann (Hrsg.): Vergessene und verkannte Vordenker für eine Kritische Konsumtheorie. Beiträge aus Ökonomik, Soziologie und Philosophie. Springer VS, Wiesbaden 2019, ISBN 978-3-658-21969-7.
- Mit Karl Kollmann (Hrsg.): Eigensinnige und unorthodoxe Vordenker für eine Kritische Konsumtheorie. Beiträge aus Wirtschafts- und Sozialwissenschaften. Springer VS, Wiesbaden 2021, ISBN 978-3-658-31536-8.

## Belege
1. ↑  Webseite von Michael-Burkhard Piorkowsky. Abgerufen am 11. Februar 2024.
2. ↑  Michael-Burkhard Piorkowsky im Interview mit Johannes Seiler: „Wirtschaft findet nicht nur statt, wenn Geld fließt“. In: Forsch. Bonner Universitäts-Magazin. Frühjahr 2021, Nr. 1, 2021, ZDB-ID 2695948-3, S. 33, urn:nbn:de:hbz:5:2-15636 (uni-bonn.de).
3. ↑  Professoren-Profil: Michael-Burkhard Piorkowsky: WISU – das Wirtschaftsstudium. In: Zeitschrift für Ausbildung, Prüfung, Berufseinstieg und Fortbildung. 43. Jahrgang, Heft 7, Juli 2004, S. 841 f.
4. ↑  KLUG für einen guten Start. Anschub zur Existenzgründung. In: Bonner Universitäts-Nachrichten. 31. Jahrgang, Nr. 211, Juni 1998, ZDB-ID 400886-8, S. 7.
5. ↑  Michael-Burkhard Piorkowsky im Interview zur Alltags- und Lebensökonomie. In: Bonn Sustainability Portal. April 2013, abgerufen am 11. Februar 2024.
6. ↑  Alltags- und Lebensökonomie – Ein Konzept, das Kompetenzen vermittelt! In: Ich bin meine Zukunft. Abgerufen am 11. Februar 2024.
7. ↑  Christian Fridrich, Renate Hübner, Rainer Hufnagel, Mirjam Jaquemoth, Karl Kollmann, Michael-Burkhard Piorkowsky, Norbert F. Schneider, Nina Tröger, Stefan Wahlen: Bamberger Manifest für ein neues Verbraucherverständnis. In: Journal für Verbraucherschutz und Lebensmittelsicherheit. Band 9, Nr. 3, 1. September 2014, ISSN 1661-5867, S. 321–326, doi:10.1007/s00003-014-0880-1.
8. ↑  Christian Fridrich, Renate Hübner, Karl Kollmann, Michael-Burkhard Piorkowsky, Nina Tröger (Hrsg.): Reihe Kritische Verbraucherforschung. Springer (springer.com).

| Personendaten    | Personendaten                                            |
| ---------------- | -------------------------------------------------------- |
| NAME             | Piorkowsky, Michael-Burkhard                             |
| ALTERNATIVNAMEN  | Piorkowsky; Piorkowsky, M.-B.; Piorkowsky, Michael-B.    |
| KURZBESCHREIBUNG | deutscher Wirtschaftswissenschaftler und Hochschullehrer |
| GEBURTSDATUM     | 1947                                                     |
| GEBURTSORT       | Neuruppin                                                |